# 火石岭组
火石岭组是位于中国吉林营城子一带的上侏罗世地层，1964年由杨学林命名。该地层以灰绿色安山岩、凝灰岩、凝灰角砾岩为主，间夹粉砂岩、砂岩、泥质岩、煤线等。